# Croton oligandrus
Croton oligandrus là một loài thực vật có hoa trong họ Đại kích. Loài này được Pierre ex Hutch. mô tả khoa học đầu tiên năm 1912.